# Crisolles
Crisolles és un municipi francès, situat al departament de l'Oise i a la regió dels Alts de França. L'any 2007 tenia 1.030 habitants.

## Demografia

### Població
El 2007 la població de fet de Crisolles era de 1.030 persones. Hi havia 368 famílies de les quals 73 eren unipersonals (45 homes vivint sols i 28 dones vivint soles), 89 parelles sense fills, 178 parelles amb fills i 28 famílies monoparentals amb fills.
La població ha evolucionat segons el següent gràfic:
Habitants censats

### Habitatges
El 2007 hi havia 391 habitatges, 374 eren l'habitatge principal de la família, 2 eren segones residències i 15 estaven desocupats. 366 eren cases i 25 eren apartaments. Dels 374 habitatges principals, 278 estaven ocupats pels seus propietaris, 88 estaven llogats i ocupats pels llogaters i 8 estaven cedits a títol gratuït; 1 tenia una cambra, 10 en tenien dues, 58 en tenien tres, 111 en tenien quatre i 193 en tenien cinc o més. 303 habitatges disposaven pel capbaix d'una plaça de pàrquing. A 153 habitatges hi havia un automòbil i a 186 n'hi havia dos o més.

### Piràmide de població
La piràmide de població per edats i sexe el 2009 era:
| Homes | Edats   | Dones |
| ----- | ------- | ----- |
| 0     | 95 o +  | 0     |
| 0     | 90 a 94 | 0     |
| 4     | 85 a 89 | 4     |
| 0     | 80 a 84 | 8     |
| 12    | 75 a 79 | 4     |
| 4     | 70 a 74 | 16    |
| 16    | 65 a 69 | 24    |
| 8     | 60 a 64 | 16    |
| 32    | 55 a 59 | 12    |
| 32    | 50 a 54 | 24    |
| 40    | 45 a 49 | 36    |
| 60    | 40 a 44 | 52    |
| 28    | 35 a 39 | 48    |
| 40    | 30 a 34 | 32    |
| 24    | 25 a 29 | 20    |
| 60    | 20 a 24 | 36    |
| 48    | 15 a 19 | 48    |
| 40    | 10 a 14 | 44    |
| 44    | 5 a 9   | 20    |
| 52    | 0 a 4   | 36    |

## Economia
El 2007 la població en edat de treballar era de 706 persones, 495 eren actives i 211 eren inactives. De les 495 persones actives 418 estaven ocupades (235 homes i 183 dones) i 77 estaven aturades (36 homes i 41 dones). De les 211 persones inactives 53 estaven jubilades, 78 estaven estudiant i 80 estaven classificades com a «altres inactius».

### Ingressos
El 2009 a Crisolles hi havia 374 unitats fiscals que integraven 1.046 persones, la mediana anual d'ingressos fiscals per persona era de 16.809 €.

### Activitats econòmiques
Dels 22 establiments que hi havia el 2007, 2 eren d'empreses de fabricació d'altres productes industrials, 6 d'empreses de construcció, 2 d'empreses de comerç i reparació d'automòbils, 2 d'empreses de transport, 1 d'una empresa d'hostatgeria i restauració, 1 d'una empresa financera, 3 d'empreses immobiliàries, 1 d'una empresa de serveis, 1 d'una entitat de l'administració pública i 3 d'empreses classificades com a «altres activitats de serveis».
Dels 7 establiments de servei als particulars que hi havia el 2009, 1 era un guixaire pintor, 1 fusteria, 1 lampisteria, 1 electricista, 2 perruqueries i 1 restaurant.
L'únic establiment comercial que hi havia el 2009 era una botiga de menys de 120 m².
L'any 2000 a Crisolles hi havia 3 explotacions agrícoles que ocupaven un total de 363 hectàrees.

## Equipaments sanitaris i escolars
El 2009 hi havia una escola elemental.

## Poblacions més properes
El següent diagrama mostra les poblacions més properes.